# Djalma Beltrami
Djalma José Beltrami Teixeira (São João de Meriti, 15 de maio de 1966) é um ex-árbitro de futebol do Rio de Janeiro desde 1989. É coronel da Polícia Militar do Estado do Rio de Janeiro (PMERJ).
Faz parte do quadro de árbitros da Confederação Brasileira de Futebol (CBF) desde 1995. Fez parte do quadro da Federação Internacional de Futebol (FIFA) de 2006 a 2008.

## Polêmicas

### Série B 2005
Em 26 de novembro de 2005, na partida entre Grêmio e Náutico o árbitro marcou dois pênaltis, o primeiro a equipe pernambucana chutou na trave e o segundo, defendido pelo então goleiro do Grêmio, Rodrigo Galatto.
Esta partida ficou conhecida como "Batalha dos Aflitos", em virtude dos erros do árbitro que geraram um clima de guerra entre a equipe gaúcha e o árbitro, que acabou expulsando quatro jogadores do tricolor gaúcho, que o empurraram e somente após a intervenção da polícia, a confusão foi cessada.[carece de fontes?]

### Campeonato Carioca 2007
No dia 6 de maio de 2007, na decisão do Campeonato Carioca, Beltrami anulou um gol e expulsou Dodô aos 44 minutos do segundo tempo quando a partida seguia empatada em 2 a 2. O gol anulado daria o bicampeonato ao Botafogo mas como o resultado se manteve a partida foi decidida nos pênaltis, onde o Botafogo ainda sofreu com o desfalque de Dodô que também era o principal cobrador do time.

### Brasileirão 2009
Em 21 de junho de 2009, na partida entre Santos e Atlético Mineiro válida pela sétima rodada da série A do Campeonato Brasileiro de 2009, terminou a partida antes do tempo de acréscimo que ele mesmo assinalou de 4 minutos. Depois da reclamação dos jogadores, reiniciou a partida.

### Prisão 2011
Em 19 de dezembro de 2011 foi preso na operação Dezembro Negro, deflagrada pela Delegacia de Homicídios de Niterói, com o apoio de outras unidades especializadas e da Corregedoria Geral Unificada (CGU), acusado de cobrar propinas semanais de bandidos do Morro da Coruja, em Neves, desde que assumiu o comando do batalhão de São Gonçalo. Os valores seriam entre R$ 5 a R$ 10 mil. As investigações sobre o grupo começaram há sete meses.

Em março de 2014, Beltrami foi absolvido pela justiça do Rio de Janeiro. O juiz do caso considerou que "não foram colhidas provas suficientes para condenar" o acusado.

## Partidas importantes
Essas são as partidas importantes, algumas destacadas pelo próprio árbitro:
Primeira partida oficial
- 1989 (categoria infantil) – Serrano x Madureira

Primeira partida pela CBF (assistente)
- 1995 (série A do Campeonato Brasileiro) – Corinthians  x  Juventude

Estreia na série A do Campeonato Brasileiro
- 2003 (série A do Campeonato Brasileiro) – Vitória  0–0  Guarani

Decisão do Campeonato Carioca
- 2005 (Campeonato Carioca) – Fluminense 3–4 Volta Redonda

Final da série B do Campeonato Brasileiro (Batalha dos Aflitos)
- 2005 (série B do Campeonato Brasileiro) – Náutico  0–1  Grêmio

Primeira partida pela FIFA (assistente)
- 2006 – Estudiantes  1–0  Santa Fe

Primeira partida pela FIFA (árbitro)
- 2006 (Copa Sul-Americana) – Fluminense  1–1  Botafogo